# Rin Kinoshita
Rin Kinoshita (18 oktober 2001) is een Japans skeletonracer.

## Carrière
Kinoshita speelde baseball en volleybal voordat hij begon met skeleton. Kinoshita maakte zijn wereldbekerdebuut in het seizoen 2021/22 waarin hij aan vier wedstrijden deelnam, hij eindigde 32e in de eindstand.

## Resultaten

### Wereldbeker
Eindklasseringen
| Seizoen   | Rang |
| --------- | ---- |
| 2021/2022 | 32e  |